# Näktergalsgärdsmyg
Näktergalsgärdsmyg (Microcerculus philomela) är en fågel i familjen gärdsmygar inom ordningen tättingar.

## Utseende
Näktergalsgärdsmyg är en liten mörkbrun gärdsmyg. Kännetecknande är kombinationen av liten storlek, lång näbb, stubbad stjärt och övervägande enfärgad fjäderdräkt. 

## Utbredning och systematik
Fågelns utbredningsområde är fuktiga platser ifrån södra Mexiko (norra Chiapas) till centrala Costa Rica. Den behandlas som monotypisk, det vill säga att den inte delas in i några underarter.

## Levnadssätt
Arten hittas i fuktig städsegrön skog i tropiska låglänta områden och lägre bergstrakter. 

## Status och hot
Arten har ett stort utbredningsområde, men tros minska i antal, dock inte tillräckligt kraftigt för att den ska betraktas som hotad. Internationella naturvårdsunionen IUCN listar därför arten som livskraftig (LC).